# Vindula asela
Vindula asela är en fjärilsart som beskrevs av Moore 1872. Vindula asela ingår i släktet Vindula och familjen praktfjärilar. Inga underarter finns listade i Catalogue of Life.